# Nefrostomia
A nefrostomia é uma intervenção cirúrgica que consiste em realizar uma abertura num rim, com o objetivo procurar um cálculo ou de o drenar.
Permite a resolução da obstrução ureteral e recuperação da função renal em pacientes com uropatia obstrutiva.
Tem também um papel importante na obstrução das vias urinárias por neoplasias abdominais avançadas